# متروی مارسی
متروی مارسی (فرانسوی: Métro de Marseille‎) سامانه قطارشهری زیرزمینی در مارسی، فرانسه است.
این مترو که در سال ۱۹۷۷ تأسیس شده است دارای ۲ خط، ۲۸ ایستگاه و ۲۱٫۵ کیلومتر طول است.

## نگارخانه

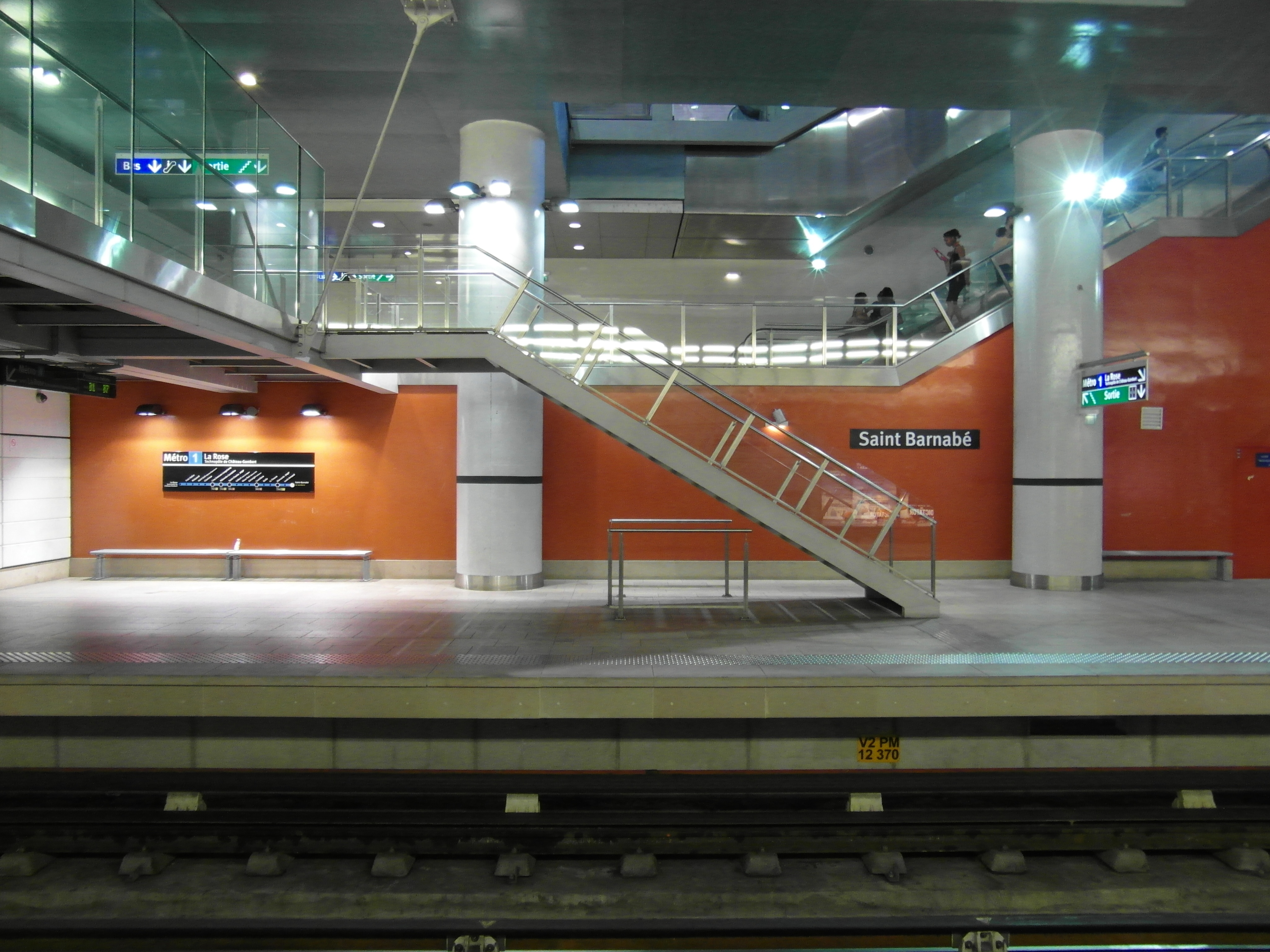
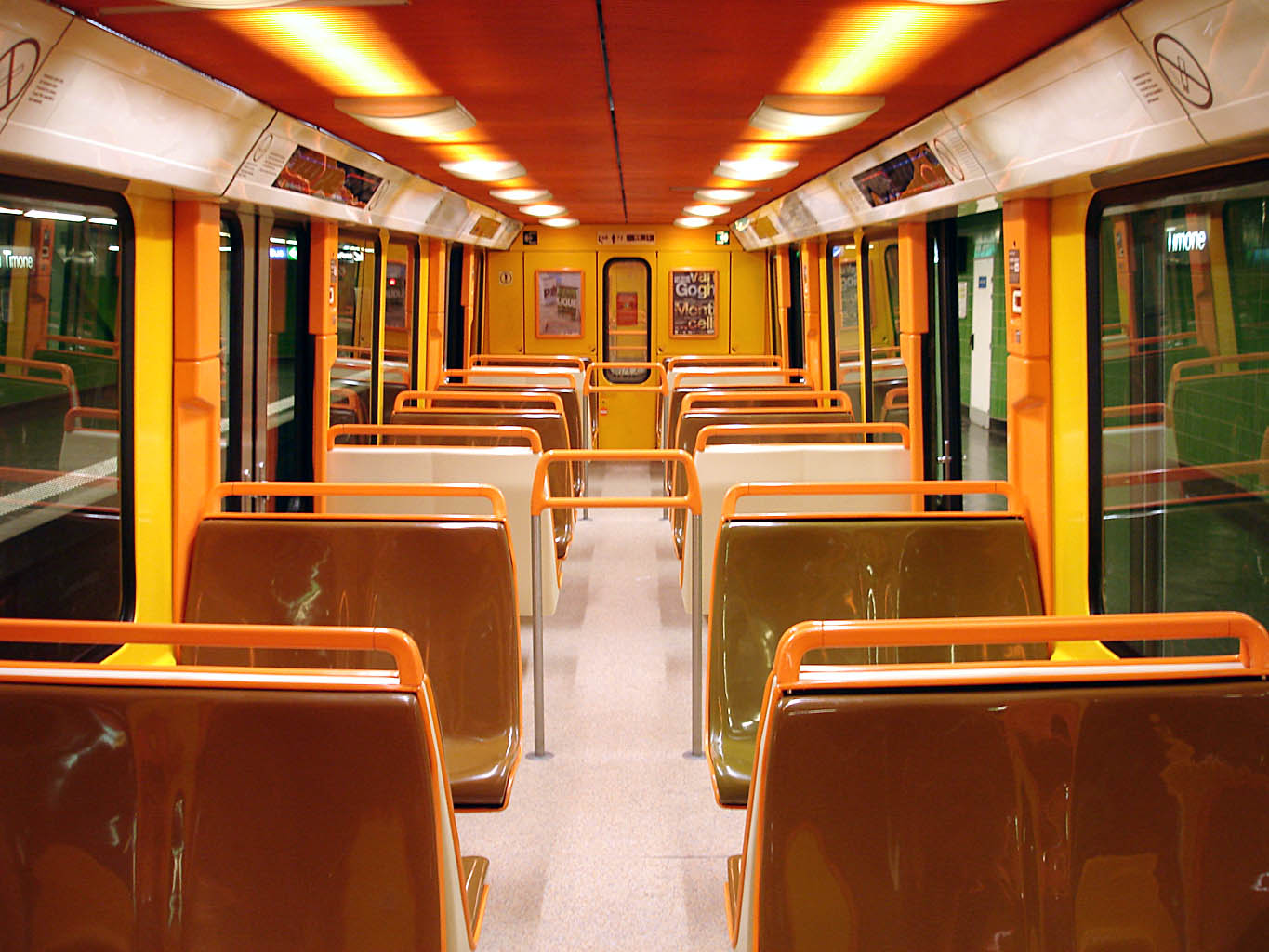
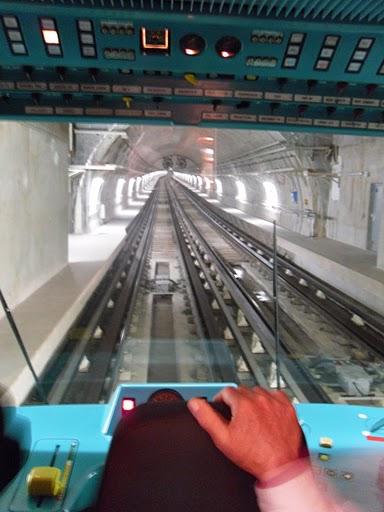
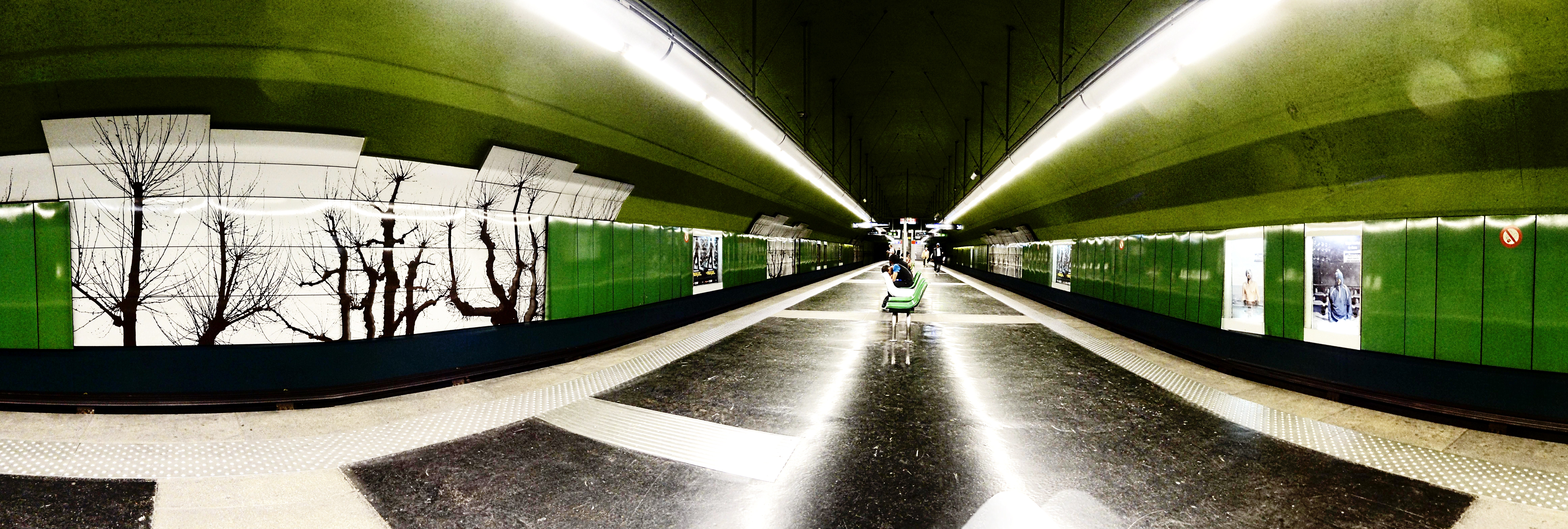
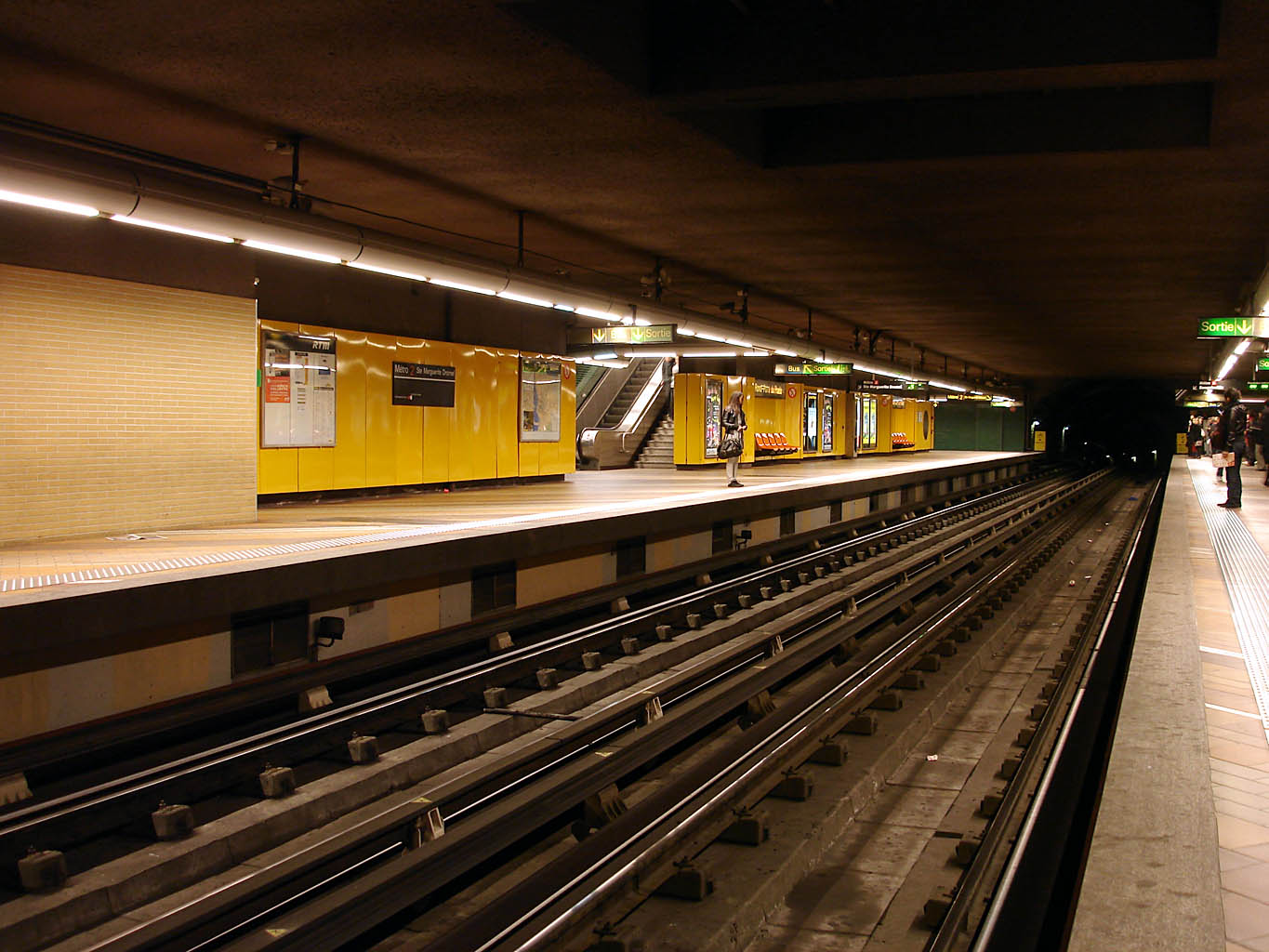
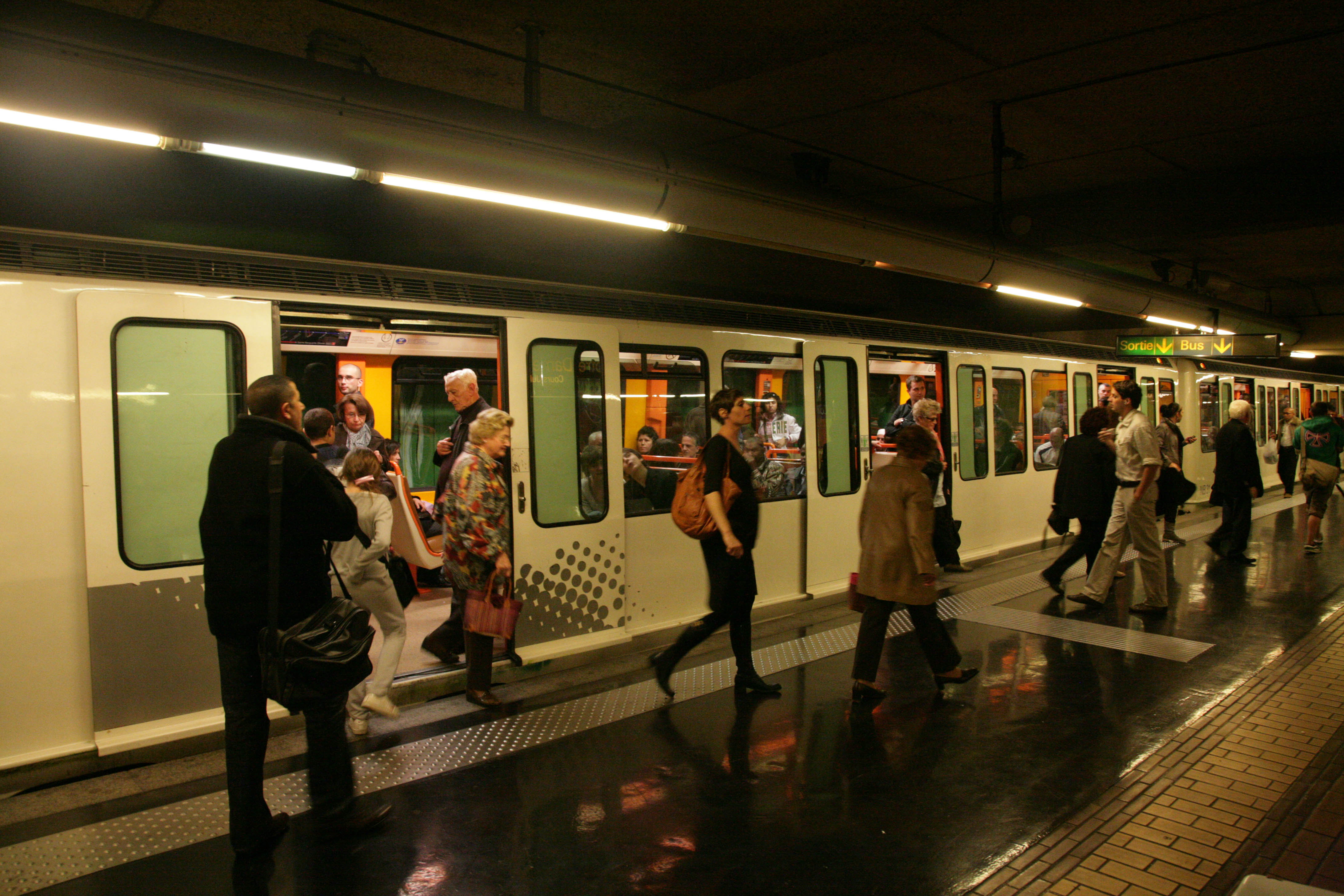
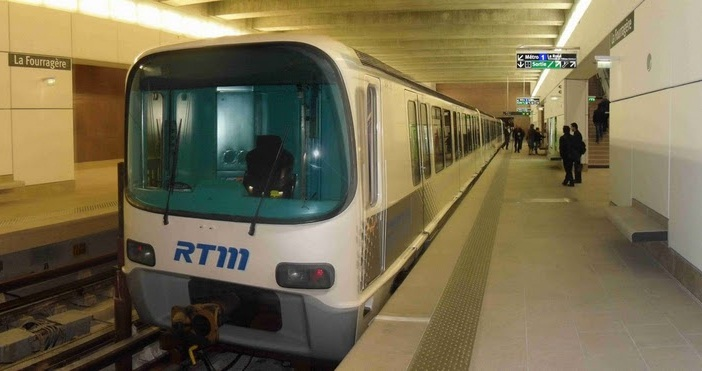